# Argentina es tango
 Argentina es tango es una película de Argentina sobre tango que el realizador Carlos Borcosque (hijo) intentó filmar en 1988 con un elenco de cantores no muy conocidos, pero fracasó en su propósito.
Desde ese intento Borcosque no volvió a trabajar en películas de largo metraje.